# فرنسيسكو إيبانيز دي بيرالتا
فرنسيسكو إيبانيز دي بيرالتا (بالإسبانية: Francisco Ibáñez de Peralta)‏ هو ضابط إسباني، ولد في 1644 في مدريد في إسبانيا، وتوفي في 1712 في ليما في بيرو.